# NGC 1666
NGC 1666 é uma galáxia espiral barrada (SB0-a) localizada na direcção da constelação de Eridanus. Possui uma declinação de -06° 34' 10" e uma ascensão recta de 4 horas, 48 minutos e 32,8 segundos.
A galáxia NGC 1666 foi descoberta em 1 de Novembro de 1886 por Lewis A. Swift.